# Carlo Belloli
Carlo Belloli (Milano, 9 aprile 1922 – Torino, 29 ottobre 2003) è stato un poeta e critico d'arte italiano.

## Biografia

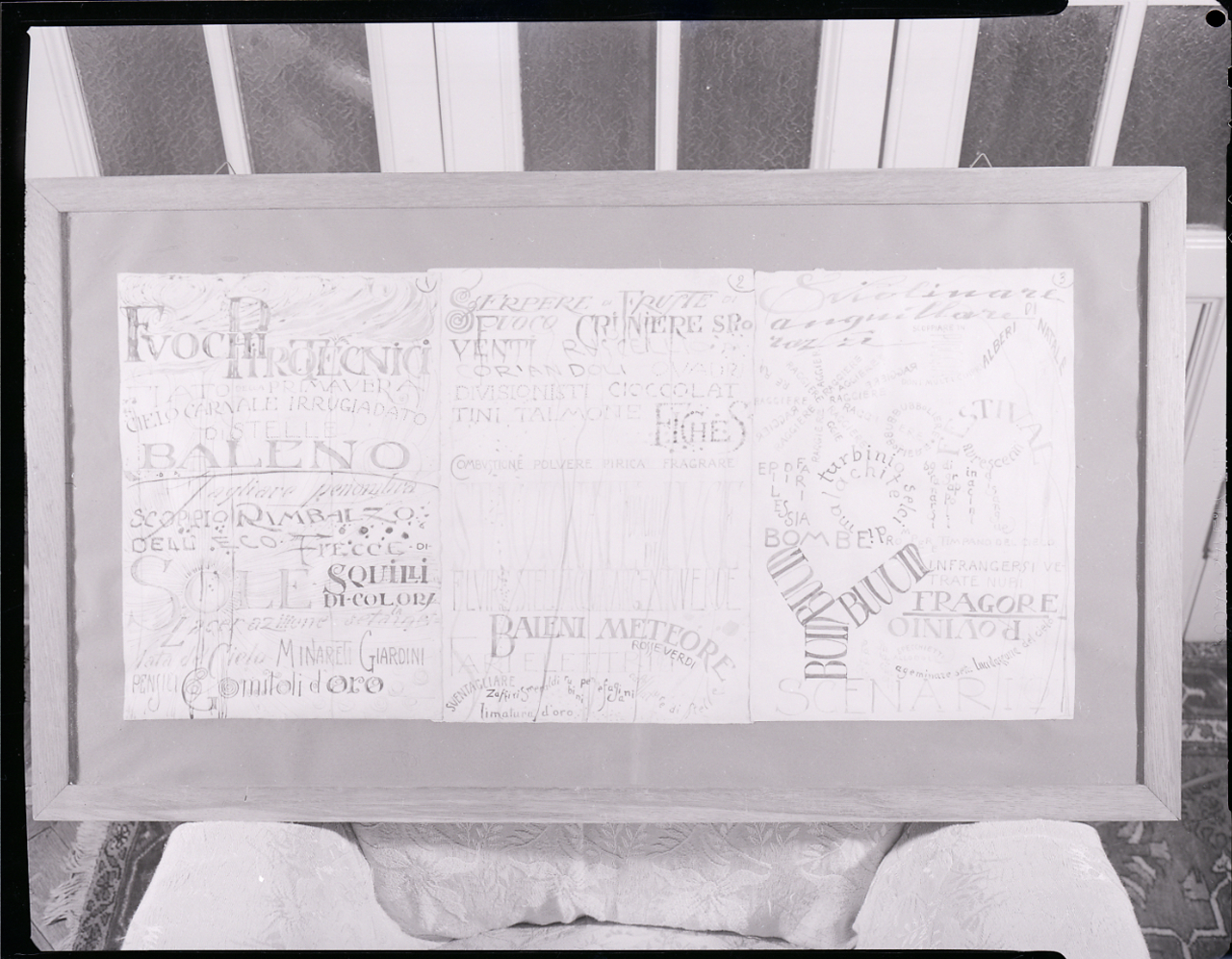
Testo visuale su lavagna. Foto di Paolo Monti, Milano 1963

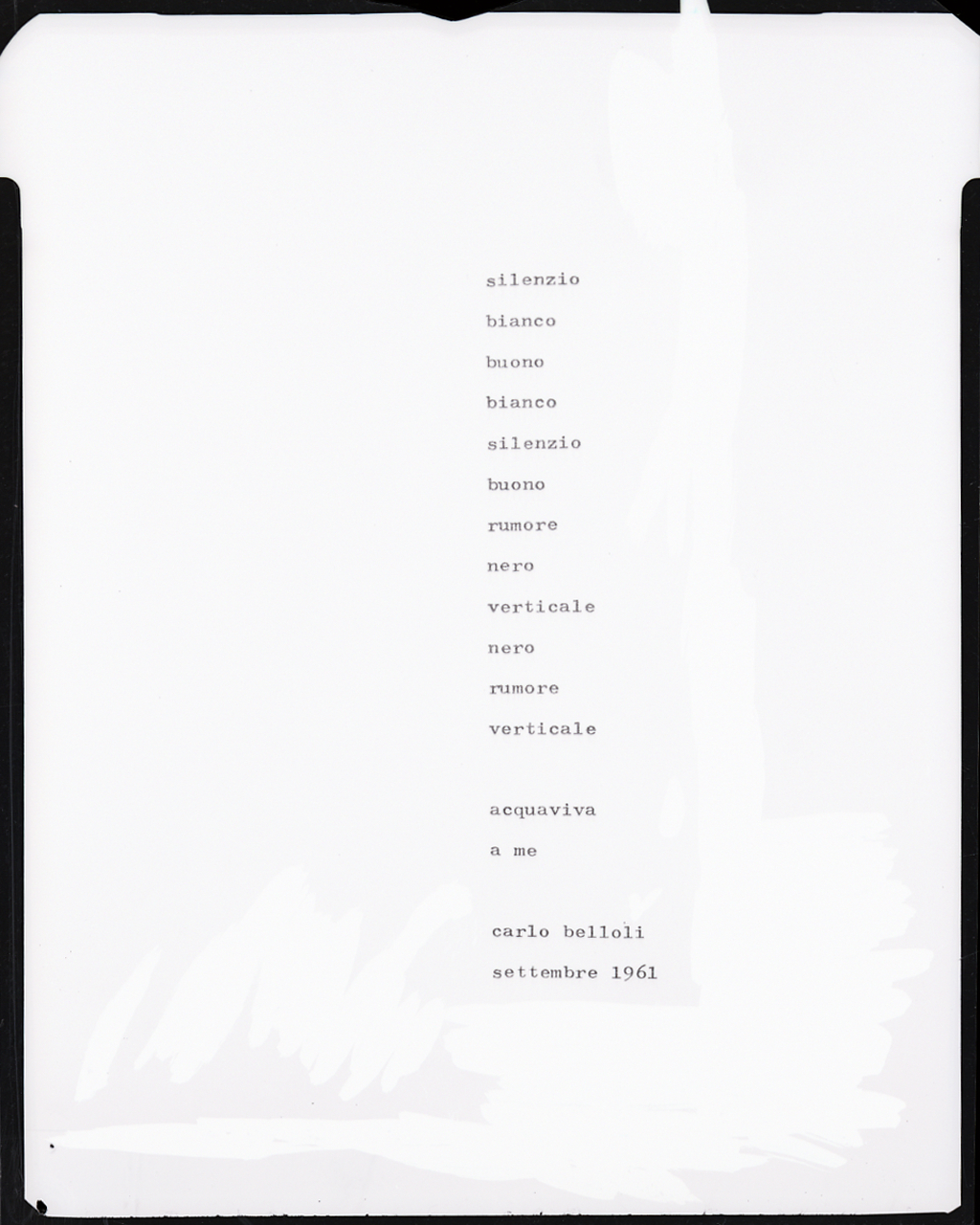
Poesia visiva, settembre 1961

Carlo Belloli è stato l'esponente dell'ultima generazione di poeti legati al Futurismo, la prima avanguardia storica italiana del Novecento. Belloli è il precursore della Poesia Concreta e il padre della Poesia Visuale. Nell'introduzione alla sua raccolta di testi-poemi murali (1944, con prefazione di Filippo Tommaso Marinetti), enunciò la teoria della Poesia Visuale.
Il lavoro di Belloli, presentato al pubblico da Marinetti come futuro del futurismo, fonde un linguaggio tecnico al non-finito della poesia, mettendo in luce i limiti di una Letteratura del secondo dopoguerra che esigeva, nella poesia e nell'arte, la ricerca dell'assoluto formale. Nel 1943, infatti, l'aeropoeta firma la tavola di collaudo di testi – poemi murali, scrivendo dell'autore: "Belloli ha intuito il futuro del futurismo[...] punto interrogativo all'immortalità, poesia e prosa si superano facendo spazio ad un nuovo concetto di comunicazione sensibile. Il testo-poema di Belloli anticipa quel linguaggio di parole-segnali collocate nella rete comunicante di una civiltà matematica che dovrà riconoscersi nell'economia del colloquio dei gesti delle emozioni. anche un monosillabo potrà costituire uno spettacolo fonetico compiutamente comunicante".
"Nel 1943, dieci anni prima che Gomringer pubblicasse il suo primo Constellations, un ventunenne poeta italiano, Carlo Belloli, figlio del quattordicesimo Conte di Seriate scrisse e compose Testi-Poemi murali, "treni" è stata scritta nell'anno in cui l'Italia si arrende incondizionatamente agli Alleati e dichiarò, un mese più tardi, guerra alla Germania (8 ottobre, 1943). Egli scrisse anche Parole per al guerra, dalle quali è tratta "guerra terra". L'altra parola “serra”, nel poema indica militarmente “il serrare le righe”. “Guerra Terra” è un ideogramma nel quale la tipografia è stata resa una componente organica di significato. Belloli nel 1943 stava realizzando quello che sarebbe stato chiamato, sedici anni dopo, Poesia Concreta. In quell'anno incontrò anche Filippo Tommaso Marinetti. Nel 1944 entrambi TESTI-POEMI MURALI e Parole per al guerra furono pubblicati, rispettivamente, da Erre e dalle Edizioni di Futuristi in Armi, di Milano. Belloli scrisse un'introduzione ai Testi-Poemi murali spiegando le sue nuove teorie e collegandole a specifiche necessità del linguaggio rese evidenti dall'esistenza che sopravviveva alla guerra. Questa famosa prefazione anticipa di molto ciò che venne pubblicato molto dopo nel manifesto della Poesia Concreta, ma, di certo, né Gomringer né il gruppo Noigrandes potevano essere a conoscenza del lavoro di Belloli." 
Nell'anno 1959, anno commemorativo del primo cinquantenario della nascita del Futurismo, Carlo Belloli assieme ad alcuni protagonisti del movimento: Giovanni Acquaviva, Cesare Andreoni, Alessandro Bruschetti, Tullio Crali, Pino Masnata, Bruno Munari e Agnoldomenico Pica uniti ad uomini la cui cultura danno corpo, a Milano, ad una fondazione permanente di studi su questa estetica. Nasce Isisuf - Istituto Internazionale di Studi sul Futurismo
"Poeta parolibero, visuale e concreto Carlo Belloli raccoglie le sue prime parole in libertà nel 1944 a Milano nel numero unico "Futuristi in armi" diretto da Marinetti. Dei suoi "Testi-poemi murali", sempre del 1944, "Achtung", è considerato il primo poema concreto pubblicato nel mondo. A Belloli infatti si deve la prima enunciazione teorica sullo poesia visuale l'autore anticipa le modalità di una nuova poetica che si affermerà a livello internazionale solamente negli anni cinquanta con le attività del concretismo e del visualismo poetici. Il valore del termine 'visuale' significa per Belloli un'attenzione alla dimensione ottica delle parole, ai loro nessi, alle funzioni interne, colte nell'ambito della loro fisicità. Visuale, e non visivo, sta inoltre ad indicare la necessità di uno spazio conoscitivo non riducibile alla sfera del visivo, che per Belloli esprime una specifica operazione di scambio tra valori verbali e iconici, mentre la sua ricerca ha bisogno di processi più elastici nell'ambito del proprio funzionamento, della propria struttura poetica. II caso di Belloli è interessante e contraddittorio per Ie medesime letture critiche esercitate sullo sua figura, da più parti, Belloli rifiuta per esempio il collegamento con l'impostazione tipografica dell'avanguardia storica. Al di là di queste argomentazioni rimane lo spessore di una ricerca che agisce sulle generazioni successive indicando infiniti processi di articolazione di quella "lingua in sé" in cui i materiali acquistano una organizzazione visuale ogni volta irripetibile. Oggi Belloli non fa che approfondire e rilanciare i problemi della poesia di ricerca, seguendo nuove strade, emancipando nuove parole, conferendo al loro corpo uno spazio di molteplici percezioni; di inesauribili mutazioni, attraverso metafore e simboli debitamente incrociati." 
"Continuando a perseguire fino alle ultime realizzazioni poetiche l'alternanza fra "poemi collazionati" e "testi visuali", la vita e il suo contrario prorompono nell'urgenza musicale del ricordo di Mary Vieira [un'artista che rivendicava la parola "poesia" per la propria attività plastica], nella ripetizione della sillaba "bi" in "bici cletta / bici eletta / bici diletta / bici detta / bici / in bici / domani" [in bi-cicletta, Milano, ixidem, 2002, 250 copie numerate e firmate]. Nel rigore degli anni quaranta-novanta, nella coerenza delle visualizzazioni supportate da ferree teorizzazioni e da un linguaggio erudito e personale, a poco a poco la decisione anti-autobiografica di Carlo Belloli trascolora in un'abitudine formale più sfumata, che non la contraddice, nel futuro del XXI secolo." 
Oltre all'analisi speculativa effettuata sulle geometrie del significante, Belloli ha attivato un meccanismo di innovazione nella scrittura poetica e nella speculazione critica degli artisti contemporanei, ancora oggi rintracciabile nella pubblicazione di libri, riviste e presentazioni critiche di mostre.

## Opere
Nei lavori di Belloli la forma del senso e la parola dell'invenzione diventano pensiero leggibile, concetto integrato agli aspetti visuali del testo scritto. Belloli compie sperimentazioni tipografiche avanzate negli anni quaranta, svolgendo un ruolo di collegamento tra il Futurismo e quello che poi diventerà il fenomeno della Poesia Concreta; tendenza trasversale sviluppatasi negli anni cinquanta che coinvolge artisti di molte nazionalità: Augusto e Aroldo de Campos, Decio Pignatari, Eugen Gomringer, Paul De Vree, Arrigo Lora-Totino, Adriano Spatola, Seiichi Niikuni e Shohachiro Takahashi. Tra le opere principali di Belloli sono stati pubblicati:
- tipogrammi per marinetti, edizioni mare nostrum, Milano 1943
- parole per la guerra, edizioni di futuristi in armi, Milano 1943
- testi-poemi murali, edizioni erre, Milano 1944 (con un collaudo di Filippo Tommaso Marinetti)
- tavole visuali, edizioni di gala, Roma 1948
- corpi di poesia, in plexiglas e resine fenoliche, mediterranean publishing company, Milano-Roma-New York 1952
- gabbianoteca/un poema galleggiante esemplare unico in sugheromonoedizioni dell'elfo, Milano 1952
- textes audiovisuels, edition material, Parigi 1959
- stenogrammi della geometria elementare, Scheiwiller editore, 1960
- texte poème poème texte, Gomringer press, Frauenfeld 1961
- il popolo di Roma, 1961
- mansouroff o delle funzioni lineari, Edizioni Salto, Milano 1963
- sole solo, collection futura 14, edition hansjorg mayer, Stoccarda 1966
- poesia per le strade, edizioni imago, Milano 1966
- poème rotatoire, edtions panderma, Basilea 1968
- hommage à kassak, edtions panderma, Basilea 1968
- poema ristrutturabile, edizioni multiart, Torino 1969
- poieteca mobile/macchina per poesia, verlag+produktion ultra, 1969
- raumtexte spiral, kalender verlag, dortmund, 1971
- mots modules, editions de l'institut litteraire et artistique de france, paris-aix-en provence, 1972
- testi+pre-testi visuali, eurpress editore, Roma-Napoli, 1976
- testi+pre-testi visuali, -II serie-, Roma-Napoli, 1978
- poemi collazionati, presses universitaires de france, 1980
- hansjörg glattfelder : campi cromatici come torsione direzionale, Arte Struktura, Milano, 1980
- z/zenit, edizioni d'arte zarathustra, Milano 1981
- parole a farfalla, edizioni do soul, Mantova 1981
- paolo buzzi oggi/testo-poema da un sodalizio futurista, edizioni della biblioteca comunale centrale di palazzo sormani, Milano 1981
- ologrammi per uno spazio virtuale select press, Basilea 1984
- poemi alluminiati, select press, Milano 1989
- poema di viaggio, edizioni morra, Napoli 1991
- aviogrammi mail-art, terra press, Basilea 1993
- dieci poemi collazionati, edizioni ixidem, Milano 1996
- poemas ultracolacionados, globo editora, Rio de Janeiro 2000

## Critica e saggistica
- Arte mediterranea, Palermo, 1951
- Il genio di Leonardo, Lugano-Basilea, 1953
- Filologia cibernetica e linguaggio dell'estetica, Palermo-Roma, 1953
- Il surrealismo di Alberto Martini, Bottega delle arti, 1954
- Cinema d'avanguardia: storia delle tecniche e critica delle estetiche, Milano, 1957
- Poesia audiovisuale: Note per un'estetica dell'audiovisualismo, Editions du groupement international de poésie d'avantgarde, 1959
- Stenogrammi della geometria elementare: lucistrutture integrative di Roger Humbert, Scheiwiller, Milano, 1960
- Per un'estetica neomediterranea, Roma, 1958; Opere d'arte animate e moltiplicate, Milano, 1960
- Intransigenza di Schwitters come reazione al conformismo, Roma, 1960
- Unità organizzate Antonio Calderara, Edizioni Salto, 1961
- 40 futuristi, Toninelli arte moderna, 1962
- Nuove direzioni della cinevisualità plastica totale, Milano, 1962
- Michel Seuphor: aprile 1962, Galleria Lorenzelli, Milano, 1962
- Carmelo Cappello, Galleria Schneider, Roma, 1962
- Mansouroff: esposizione, personale a carattere antologico, Galleria Lorenzelli, Milano, Novembre 1963
- Il contributo russo alle avanguardie plastiche, Milano-Roma-, 1964
- Dall'arte concreta al cinevisualismo, Stoccarda, 1967
- Bruno Munari: idee di nuove funzioni, Basilea, 1968
- Leonardo Mosso: Logotektur als theoretisierbare praxis, Torino-Milano, 1969
- 10 situazioni iconogrammiche vibrotesturate: Giovanni Korompay, Milano, 1970
- 1. [i.e. Prima] Retrospettiva italiana di Adolf Fleischmann: Milano, Square gallery, gennaio 1970
- 10 condizioni lineari di segnaletica aleatoria: Pie Adrian, Torino, 1970
- Infracromatici come frizione di luce: Eleni Zerva, Torino, 1971
- Diciotto operatori plastici in convergenza linguistica, Roma-Saint Vincent, 1972
- Accertamento del colore intermaterico: Nicolay Diulgheroff, Torino, 1972
- Il rinnovamento della sintesi spirituale mediterranista come parametro di autonoma essenzialità espressiva strutturata, nell'avanguardia letteraria e plastica europea, Zagabria, 1974
- Legislazione dell'archetipo: 13 x 13, Milano, 1974
- Multicollages di Nicolay Diulgheff, Milano, 1974
- Idrogrammi come luce dematerializzata, Milano, 1975
- Rotoplastik: Knut Hesterberg, Maulburg, 1976
- Inerenza espressiva dell'anticipatore Diulgheroff, in Diulgheroff futurista: collages e polimaterici 1927-1977 di MARZIO PINOTTINI, All'Insegna del Pesce d'Oro, Milano, 1977
- Gustavo Botta fra le avanguardie europee e il conservatorismo lombardo fine secolo, La Martinella numero 7- 8 1979
- Gianni Colombo, proposte di interventi ambientali: spazio come azione ludoplastica polisensoriale, Milano, Arte Struktura, 1978
- Enzo Benedetto o del movimento cromotesturale espansivo, Edizione privata, 1979
- Direttrici operative della nuova visualità, 1985: venti opere per un manifesto, Licia Alberi, Carmelo Cappello, Eugenio Carmi, Gianni Colombo, Mario de Maio, Gianni Metalli, Marcello Morandini, Gianfranco Pardi, Lorenzo Piemonti, Paolo Scirpa, Arte Struktura, Milano, 1985
- Salavdor Presta. Eologrammi cubiformi in un ventennio di ricerca, Catalogo della mostra tenuta dal 23 ottobre al 23 novembre 1993, contiene uno scritto di Carlo Belloli e svariate riproduzioni fotografiche delle opere a colori.
- Cromofrangenti in cartorilievo + luciflessori: Mirella Forlivesi, Edizioni di Arte Struktura, 1993
- Cromoatmosfere di Tomasello: un clima psicologico pluristrutturato, pubblicazione in occasione dell'esposizione personale di Luis Tomasello dal 26 maggio al 26 giugno 1994
- Pedrazzini: oltre l'immaginario, Iacchetti stampa editore, 1998